# Optische schijf
Een optische schijf, ook wel optische disk, is een gegevensdrager waarin de informatie is opgeslagen in de vorm van putjes die kunnen worden uitgelezen met een lichtbundel, zoals een rode of blauwe laser. Een optische schijf is een vorm van niet-vluchtig of permanent geheugen.

## Geschiedenis

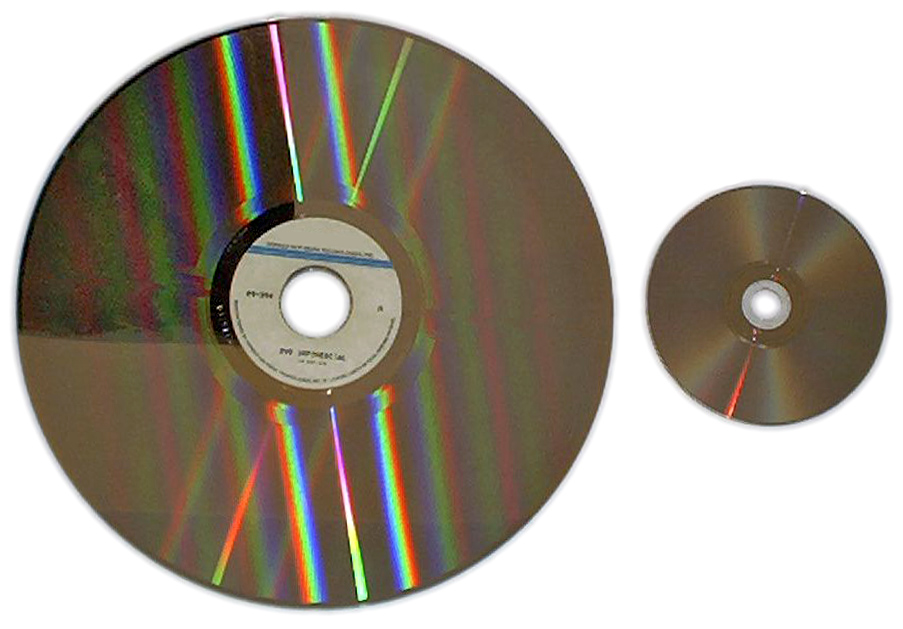
Laserdisc, links, en cd

De analoge DiscoVision- en later LaserVision-formaten waren de eerste optische schijfformaten voor consumenten. Dit formaat is nooit populair geweest in Nederland. Ze werden uitgebracht op schijven met een diameter van 30 cm.
De in 1983 geïntroduceerde cd met een diameter van 12 cm was zowel in commercieel als technisch opzicht zeer succesvol en leidde tot verschillende varianten, zoals de cd-rom en cd-r. De opvolger was de dvd, andere beoogde opvolgers van de dvd, blu-ray en hd-dvd werden in 2006 op de markt gebracht.

## Werking
Informatie wordt opgeslagen in de vorm van putjes in een laag onder een coating. Deze putjes worden gelezen met behulp van een laser en een lens.
De eerste dvd's en cd's hadden een constante lineaire snelheid. Dit is anders dan bijvoorbeeld een langspeelplaat op een platenspeler, die heeft een constante hoeksnelheid. Later kregen snellere cd's en dvd's een gemodificeerde vorm, waarbij de lineaire snelheid alleen constant was in bepaalde gebieden. Dit om de gegevens-overdracht sneller te maken.

## Formaattypen

### Gangbare typen

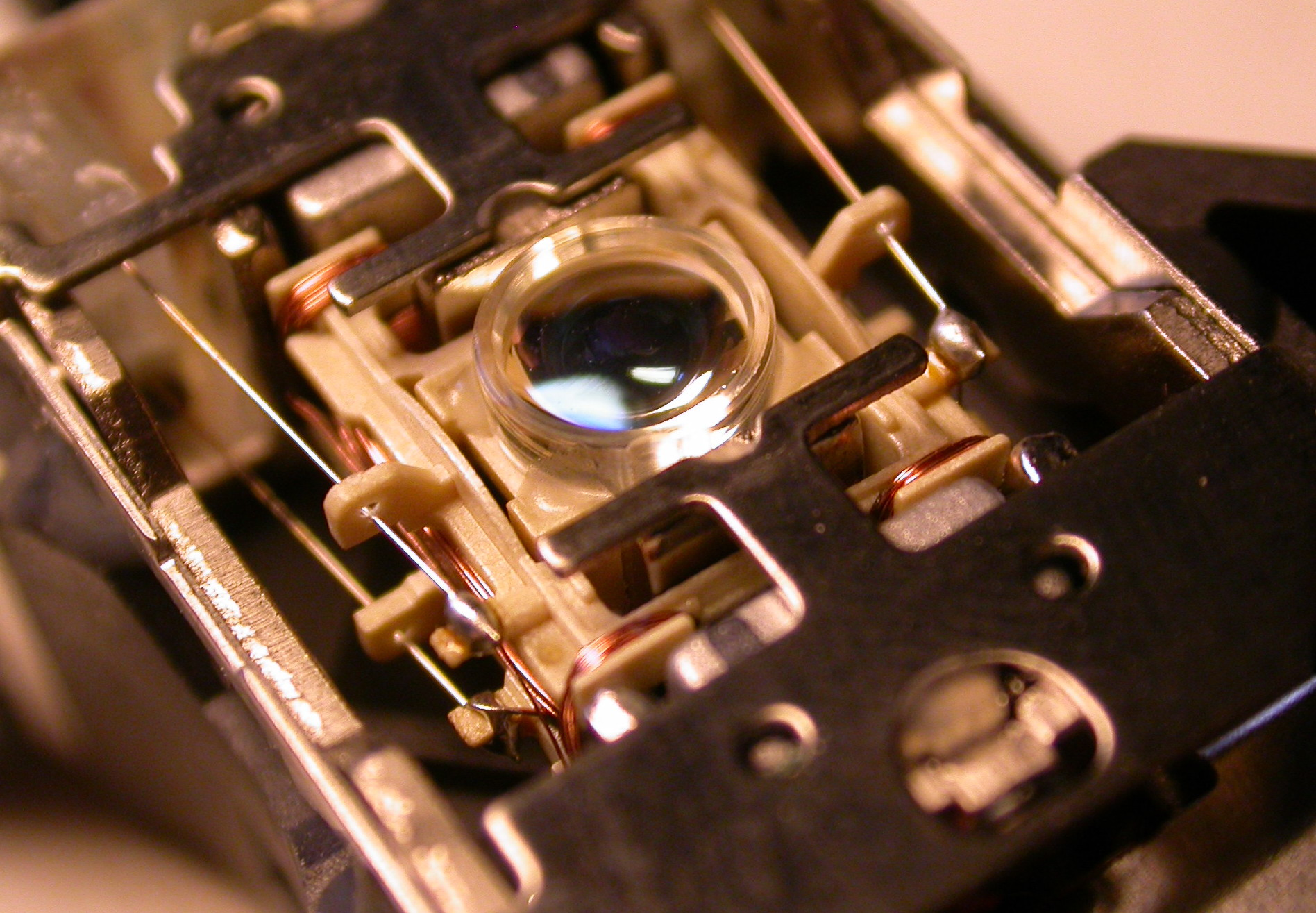
Lens van een cd-speler

- Compact disc - De cd was een 120 mm digitale disk en was door Sony en Philips ontwikkeld als vervanging van de langspeelplaat. De cd is in 1983 geïntroduceerd en is zeer succesvol gebleken. De beschrijfbare typen cd-r en cd-rw en het gebruik in de computer met cd-rom werden later ingevoerd en ontwikkeld. Een cd wordt met rode laser uitgelezen.
- Dvd, van Digital Versatile Disk - De dvd was de opvolger van de cd, maar met hogere informatiedichtheid, tot 8,5 GB opslagcapaciteit bij twee lagen. De dvd was net zoals de cd succesvol.

### Nieuwere, minder gangbare typen

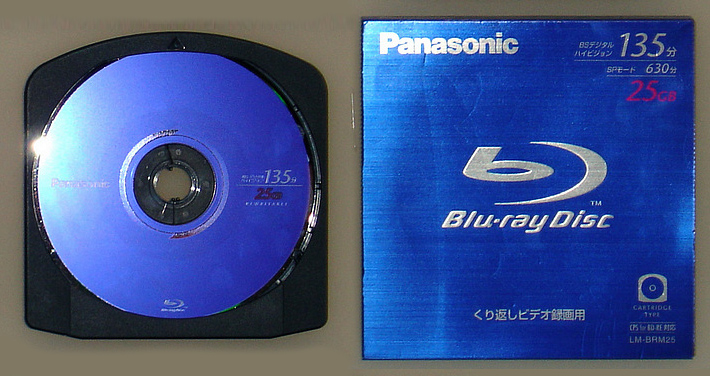
Blu-raydisk met opslagcapaciteit van 25 GB

Blu-ray was de beoogde opvolger van de dvd, bedoeld voor films in full-hd. De resolutie daarvan is 1080p. Dit formaat is in 2006 geïntroduceerd en gebruikt in tegenstelling tot de dvd een golflengte van 405 nm, een blauw laser, voor uitlezing. Blu-ray heeft tot maximaal 50 GB opslagcapaciteit in twee lagen.
Het hd-dvd-formaat heeft begin 2008 de formaatoorlog van blu-ray verloren.

### Mogelijkheden
Two-photon 3-D optical data storage - Er is aan de universiteit van Florida aan de ontwikkeling van een nieuw optisch opslagmedium gewerkt. Het nieuwe medium maakt gebruik van een nieuwe technologie die gebruikmaakt van twee lasers met een verschillende golflengte, dat het mogelijk moet maken om met meer lagen te werken en tot 1000 GB aan data op te slaan. Het wordt nog niet gebruikt.

## Gebruik in computers
Optische schijven worden in computers gebruikt als een vorm van extern geheugen. Het is een niet-vluchtig of permanent geheugen, waarmee wordt bedoeld dat de gegevens bewaard blijven ook als de computer uit is gezet. Optische schijven zijn in tegenstelling tot de harde schijf zo gemaakt dat ze gemakkelijk zijn te verwisselen, alhoewel de duurdere externe harde schijven hier enige verandering in hebben gebracht. Het schrijven van gegevens op optische schijven kost meer tijd dan op een harde schijf. De cd-r is gedeeltelijk verdrongen door de USB-stick die gebaseerd is op flashgeheugen.

## Voordelen en nadelen
Optische schijven hebben als groot voordeel, ten opzichte van bijvoorbeeld de grammofoonplaat, dat er geen fysiek contact is tussen de informatiedragende laag, digitale putjes onder een coating versus onbeschermde analoge groeven, en de uitlezer, laser versus naald. Hierdoor treedt er geen slijtage op door gebruik.
De ontwerpers van de cd hebben voor een zodanige gegevensredundantie en fysieke verspreiding van de gegevens over de cd gekozen dat beschadigde ontbrekende bits door een enkele klein krasje door de foutdetectie en -correctie kunnen worden hersteld. Dat gaat met Eight-to-Fourteen Modulation.
De toegangstijd tot een bepaald fragment of bepaalde gegevens is voor een optische schijf veel lager dan voor een magneetband. Bij een magneetband is spoelen nodig.
De levensduur van een cd-rom is afhankelijk van de gebruikte materialen en van de omstandigheden waarin die wordt bewaard.